# Madridiario
Madridiario es un periódico digital español, cuyo ámbito se circunscribe a la Comunidad de Madrid.

## Descripción
Fue fundado en julio de 2000, bajo la dirección de Pedro Montoliú, que estuvo al frente de la publicación más de una década, hasta 2015. Tras pasar por las manos de Constantino Mediavilla de forma interina, terminó siendo dirigido, a partir de 2016, por la periodista María Cano. El medio ha hecho uso a lo largo de su historia de la publicidad institucional. Al ser comparado con medios digitales con equivalente en papel, Madridiario presentaría una mayor preponderancia de las imágenes y la publicidad —con el consiguiente defecto de información y texto—.
Incluye las secciones de Madrid, Distritos, Municipios, Social, Salud, Cultura y Ocio, Política, Medio Ambiente, Educación, Innovación, Transportes, Economía, Sucesos y Deportes.